# Neoesperidosio
Il neoesperidosio è un disaccaride che costituisce la parte zuccherina (glicone) di alcuni flavonoidi.